# 马里亚诺·冈萨雷斯
马里亚诺·冈萨雷斯（西班牙語：Mariano González，1981年5月5日—），阿根廷男子足球运动员，司职边锋。他曾代表阿根廷国奥队参加2004年夏季奥林匹克运动会足球比赛，获得一枚金牌。